# Barro (Llanes)
Barro ist eine von 28 Parroquias in der Gemeinde Llanes der autonomen Region Asturien in Spanien.

## Geographie
Barro ist eine Parroquia mit 445 Einwohnern (2011) und einer Grundfläche von 9,42 km². Es liegt auf 15 m über NN. Der Llanu Santana ist mit 211 m die höchste Stelle des Ortes; La Peña Blanca (1177 m) ist die größte Erhebung der Parroquia. Llanes, die Gemeindehauptstadt, befindet sich etwa 8 bis 10 km östlich.

### Verkehrsanbindung
Nächste Flugplätze sind Oviedo und Santander. Die FEVE hat mehrere Haltestellen im Parroquia.

### Klima
Angenehm milde Sommer mit ebenfalls milden und nur selten strengen Wintern; in den Hochlagen können die Winter durchaus streng werden.

### Strände
Die Parroquia liegt nur wenige 100 Meter von der Kantabrischen See entfernt. Der Strand Playa de Barro ist typisch für ganz Asturien.

## Dörfer und Weiler in der Parroquia
- Balmori – 170 Einwohner (2014) 43° 25′ 24″ N, 4° 50′ 5″ W
- Barro (Barru) – 133 Einwohner (2014) 43° 26′ 1″ N, 4° 49′ 50″ W
- Niembro (Niembru) – 177 Einwohner (2014) 43° 26′ 12″ N, 4° 50′ 22″ W

## Wirtschaft
Fischfang und Landwirtschaft prägen seit alters her die Region; die Einwohner lebten jahrhundertelang als Selbstversorger. Durch die Bergwelt und das nahe Meer ist die Region ein Touristenziel geworden, was die Wirtschaft deutlich fördert.

## Geschichte
Barro bzw. die Kirche Iglesia Parroquial de Nuestra Señora de los Dolores und die Capilla de las Animas sind Stationen am Jakobsweg, dem Camino de la Costa.

## Sehenswertes
- Die Iglesia de Nuestra Señora de los Dolores im Weiler Niembro wurde im Jahr 1788 entworfen und neun Jahre darauf fertiggestellt; zusammen mit einem kleinen Friedhof befindet sie sich auf den Klippen des Meeres.
- Die kleine Capilla de Animas liegt etwas außerhalb des Ortes.

## Feste und Feiern
- San Antolín – 1. – 2. September
- Santa Ana – 26. Juli